# Drapetis lineola
Drapetis lineola är en tvåvingeart som beskrevs av de Meijere 1911. Drapetis lineola ingår i släktet Drapetis och familjen puckeldansflugor. Inga underarter finns listade i Catalogue of Life.